# Zsa Zsa Speck
Perry Pandrea (28 de abril de 1970), conocido artísticamente por Zsa Zsa Speck, es un músico estadounidense, conocido por haber sido el primer teclista del grupo Marilyn Manson en 1989.
Su nombre artístico viene de la combinación de Zsa Zsa Gabor y Richard Speck, siguiendo el estilo de la banda de usar el nombre de una famosa y el apellido de un asesino en serie. Fue reemplazado por Madonna Wayne Gacy en el teclado en 1989.

## Biografía
En 1989, tocó en una banda llamada Mirror Mirror, grupo en el que estaba otro futuro miembro de Marilyn Manson, Olivia Newton-Bundy.
Según The Long Hard Road Out of Hell, la autobiografía de Marilyn Manson, (a quien este describe como una estudiante plagada de acné) fue el tercer miembro del grupo en ser reclutado. Newton-Bundy, en el documental no autorizado Demystifying the Devil, explica que Pandrea en realidad no quería ser parte del grupo, ya que no deseaba afiliarse a nada que fuera satánico u ofensivo. 
Después de ser despedido de la banda, fue vocalista de L.U.N.G.S. (renombrada posteriormente Collapsing Lungs y después volviendo a ser Lungs). Lanzaron un álbum llamado Colorblind en 1994.
En 1990, después de su cuarto concierto, él junto con Brian fueron despedidos del grupo y reemplazados por, respectivamente, por Madonna Wayne Gacy y Gidget Gein. Los dos se unieron entonces en Collapsing Lungs, un grupo formado por Tutunick en 1991 y donde Pandrea asumió el papel de cantante. El grupo firmó en 1993 con Atlantic Records y lanzó su único trabajo un año después, un EP llamado Colorblind. También fueron uno de los artistas principales de los premios Slammie de 1993, donde Marilyn Manson ganó varios premios. Después del lanzamiento del álbum, la salida de Tutunick marcó el final del grupo, aunque casi todos los miembros resurgieron con ligeros cambios en la formación bajo el nombre LUNGS.
Tras abandonar el grupo comenzó a trabajar como profesor de escuela y no le gusta hablar del tiempo que estuvo en la banda.